# 花耳
花耳（学名：Dacrymyces stillatus）是属于花耳目花耳科花耳属的一种真菌，生长在阔叶树或针叶树朽木上。该种分布于中国、日本、巴拿马、丹麦、芬兰、俄罗斯、法国、英国、挪威、玻利维亚、美国、荷兰、瑞士、瑞典、新西兰、意大利、德国、墨西哥、澳大利亚等地。